# Adriaen Isenbrandt
Adriaen Isenbrandt (c.1490, Bruges — Julho de 1551, Bruges) foi um pintor renascentista flamengo, especializado em pinturas religiosas e devocionais. 
Possivelmente, Adriaen nasceu em Haarlem ou Antuérpia. Ele foi para Bruges para aprender sua arte. Junto com Albert Cornelis e Ambrosius Benson, um pintor da Lombardia, ele trabalhou na oficina de Gerard David e na Guilda de São Lucas. É possível que tenha viajado até Gênova com Joachim Patinir e Gerard David. Estudos do século XX mostraram que eram dele várias obras anteriormente atribuídas a Gerard David e Jan Mostaert. Isenbrandt é mencionado no livro De Brugensibus eruditionis fama claris libri duo do padre Antonius Sanderus, publicado em Amsterdam, em 1624, que também cita outro pintor da época, Karel van Mander.
Com seu trabalho, logo teve uma oficina própria, provavelmente próxima às oficinas de Gerard David e Hans Memling, em Bruges. A cidade era um centro urbano rico na época, onde vários mercadores e comerciantes abastados encomendavam quadros. Isenbrandt pintava especialmente para clientes privados. Ele também "terceirizava" quadros para outros artistas, como Jan van Eyck e era o agente em Bruges de Adriaan Provoost, filho de Jan Provoost. 
Fontes contemporâneas, portanto, afirmam que ele se tornou um artista rico. Diferente de outros artistas, ele tinha poucos assistentes, entre eles Cornelis van Callenberghe. Ele trabalhou também, junto com Albert Cornelis e Lanceloot Blondeel, na decoração da Entrada Triunfal do Imperador Carlos V, em Bruges.
Seus quadros eram executados meticulosamente e com grande refinamento. Ele não apenas copiava as composições de Gerard David, mas também de outros pintores como Jan Van Eyck, Hugo van der Goes e Hans Memling. Ele tomou emprestadas composições de Jan Gossaert e desenhos de Albrecht Dürer e Martin Schongauer. Isso era prática comum na época. Ele também tem disso relacionado a Ambrosius Benson, um pintor da Lombardia que emigrou para Bruges. Junto com ele, Isenbrandt pertence a uma geração após Gerard David e Jan Provoost.